# 伊赖姆
伊赖姆（阿拉伯语：‎，羅馬化：Iram），或称有高柱的伊赖姆（阿拉伯语：‎，羅馬化：Iram dhāt al-ʿimād），是《古兰经》中提到的一个已经消失的地名或部落名。
早在中世纪，阿拉伯作者就对伊赖姆的位置提出了多种说法，如亚兰（大马士革）、亚历山大、也门等。1998年，业余考古学家尼古拉斯·克拉普提出伊赖姆就是传说中的乌巴尔，并认定其为希斯尔遗址，但专业学者多对此持否定态度，甚至克拉普本人后来也不再坚持此说。目前稍微可信一些的说法是伊赖姆位于拉姆乾谷一带，因为拉姆山脚下的拉特神庙有一些铭文提到了伊赖姆，还可能提到了与之有关的阿德人。